# Philippe Minguet
Philippe Minguet (7 mars 1932-26 janvier 2007) est un philosophe, sémioticien et esthéticien belge.
Il est professeur à l'Université de Liège, où il succède à Arsène Soreil à la chaire d'esthétique en 1966.

## Biographie
Philippe Minguet porte d'abord le prénom de Joseph, lequel se transmettait de père en fils aîné dans la famille Minguet. Son père, Joseph Minguet, architecte, est notamment l'un des concepteurs du Gai Village Mosan construit pour l'Exposition internationale de la technique de l'eau de Liège en 1939.  
Il passe quatre années dans un couvent dominicain, où il prend le prénom de Philippe. Il le garde lors de son retour à la vie laïque sans avoir été jusqu'à l'ordination. Il reprend simultanément des études de droit et de philosophie (il  consacre son mémoire de fin d'études en philosophie à l'esthétique phénoménologique de Mikel Dufrenne), puis entre dans le corps académique de l'Université de Liège en 1966. Lors de ses études, il rencontre Lucie Gielen, étudiante en philologie romane à l'ULg. Ils auront deux enfants : Nathalie et Laurent, qui devient un homme d'affaires connu, fondateur d'EVS. 
Les travaux de Philippe Minguet sur le rococo et le baroque (Esthétique du rococo, 1966, Baroque et rococo en Belgique, 1987,  France baroque, 1988) font autorité. 
Ses réflexions philosophiques, consignées dans Le propos de l'art (1963) et Sens et contresens de l'art (1992), sont d'abord  influencées par la phénoménologie, et en particulier par Henri Van Lier et par Merleau-Ponty lecteur de Malraux, avant de s'infléchir, sans rupture définitive, vers la rhétorique et la poétique.
Il est aussi l'auteur de travaux de vulgarisation (L'Art dans l'histoire, 1964).
Signataire du Manifeste pour la culture wallonne, il a été membre fondateur du Groupe µ, avec lequel il a publié les travaux de poétique et de sémiotique que sont Rhétorique générale (1970), Rhétorique de la poésie (1977) et Traité du signe visuel. Pour une rhétorique de l'image (1992).

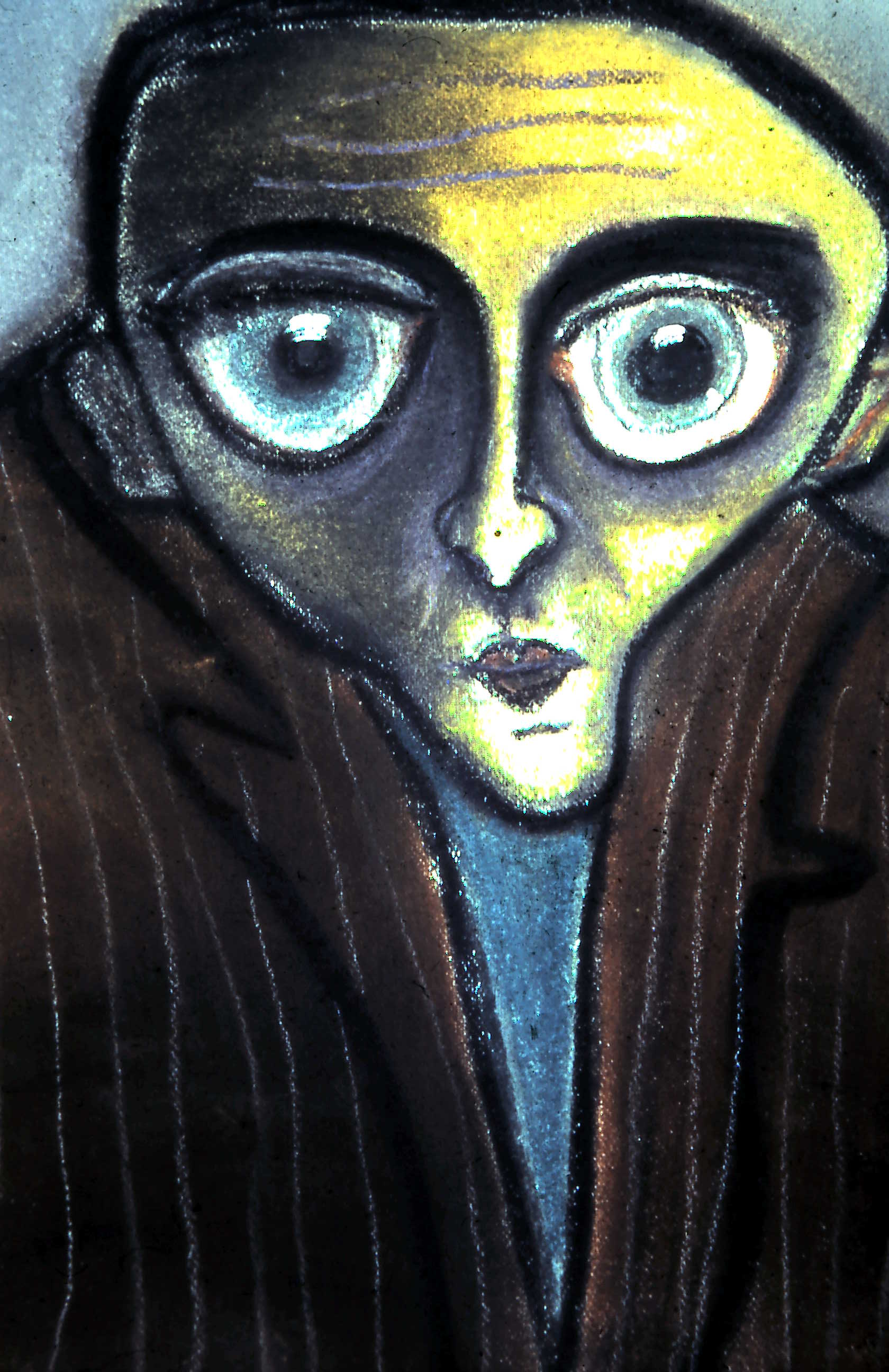
Philippe Minguet vu par lui-même à l'âge de 22 ans ; crayons gras sur carton.

### Livres
- Le propos de l'art, préface d'Étienne Souriau, Casterman, Tournai, 1963.
- L'Art dans l'histoire, préface de Leo van Puyvelde, Casterman, Tournai, 1964 (2e édition, Labor, Bruxelles, 1987).
- Esthétique du rococo, Librairie Philosophique J. Vrin, Paris, 1966, (2e édition, 1979).
- Rhétorique générale, Larousse, coll. « Langue et Langage », 1970. (2e édition, Seuil, coll. « Points Essais », Paris, 1982,  (ISBN 2-020-06321-2)).
- Rhétorique de la poésie, en collaboration avec le Groupe µ, Éd. Complexe, Bruxelles, 1977, 300 p. (2e édition, Seuil, coll. « Points Essais », Paris, 1990  (ISBN 2-020-12361-4)).
- Baroque et rococo en Belgique, en collaboration avec Colette Henrion, Marie Frédéricq-Lilar et Pierre Colman, 143 p., Éd. Mardaga, Liège-Bruxelles, 1987  (ISBN 2-870-09324-1).
- France baroque, 399 p., Hazan, Paris, 1988  (ISBN 2-850-25171-2).
- Sens et contresens de l'art, préface de Gianni Vattimo, 171 p., De Boeck, coll. « Le point philosophique », Bruxelles, 1992  (ISBN 2-804-11587-9).
- Traité du signe visuel. Pour une rhétorique de l'image, en collaboration avec le Groupe µ, 505 p., Seuil, coll. « La couleur des idées », Paris, 1992  (ISBN 2-020-12985-X).

### Articles
- "L'œuvre d'art comme forme symbolique", Revue philosophique de la France et de l'étranger, 2-3, 1961, p. 307-318.
- "L'esthétique sémantique aux États-Unis", Revue d'Esthétique, 15, 1, 1962, p. 43-63.
- "Métaphore et métonymie dans les langages non linguistiques", in Le Langage, Neuchâtel, La Baconnière, 1966, p. 261-264.
- "Esthétique et communication de masse", in La Communication, Actes du XVe Congrès des Sociétés de philosophie de langue française, Montréal, Montmorency, 1971, p. 243-246.
- " L'esthétique d'Arsène Soreil", in Approches de l'art, Bruxelles, La Renaissance du Livre, 1973, p. 7-20.
- "Du rhétorique au poétique", in Vers une esthétique sans entrave. Mélanges offerts à  Mikel Dufrenne, Paris, UGE, 10/18, 1975, p. 329-344.
- "De la rhétorique à l'esthétique", Journal of the Faculty of Letters, The University of Tokyo : Aesthetics, 3, 1978, p. 61-69.
- " Métaphores de la peinture et peinture de la métaphore", Journal of the Faculty of Letters, The University of Tokyo : Aesthetics, 3, 1978, p. 71-82.
- "L'isotopie de l'image", in U. Eco,  S. Chatman et J.M. Klinkenberg (eds), A Semiotic Landscape, La Haye, Paris, New York, Mouton, 1979, p. 791-794.
- "In memoriam Arsène Soreil (1893-1989)", Art&fact, no 8, Liège, 1989.

### Sur l'œuvre de Philippe Minguet
- Louis Van Haecht, "Compte rendu de Esthétique du rococo", Revue philosophique de Louvain, vol 67, 96, 1969, p. 674-676.
- Rudy Steinmetz, " Compte rendu de Sens et contresens de l'art ", Revue d'Esthétique, 22, 1992, p. 149-151.
- Jean-Patrick Duchesne, Pascal Durand et Rudy Steinmetz (éds), Mélanges Philippe Minguet, n° spécial de la revue Art&fact, 18, 1999, 197 p. (Contributions de Michel Butor, Joseph Bya, Anne-Marie Christin, Jacques Colette, Pascal Decroupet, Jacques Dubois,  Philippe Dubois, Jean-Patrick Duchesne, Pascal Durand, Umberto Eco, Francis Edeline, Jean Englebert, Nicole Everaert-Desmedt, Daniel Giovannangeli, Jean-Marie Klinkenberg, Annette Lavers, Thierry Lenain, Danielle Lories, Richard Martin, Marcel Otte, René Passeron, François Pire, Henri Pousseur, Pierre Somville, Malou Somville-Garant, Rudy Steinmetz, Victor I. Stoichita, Jacques Taminiaux, Geneviève Van Cauwenberghe, Gianni Vattimo ). " Bibliographie sélective de Philippe Minguet " , p. 11-14.